# Cyril Hilsum
Cyril Hilsum CBE FRS (17 de maio de 1925) é um físico britânico.

## Obras
- Semiconducting III-V Compounds (Monographs on Semiconductors), C. Hilsum, 239 pages, Publ. Elsevier (1961), ISBN 0-08-009499-6
- Liquid Crystals, C. Hilsum, Cambridge Univ Press (1985), ISBN 0-521-30465-2
- Device Physics (Vol 4 of Handbook on Semiconductors), C. Hilsum and T.S. Moss (Editors), 1244 pages, Publ. JAI Press  (1993) ISBN 0-444-88813-6
- Communications After AD2000, C. Hilsum, D.E.N. Davies, A.W. Rudge (Editors), Chapman & Hall, (1993), ISBN 0-412-49550-3